# Thần kinh bì cẳng tay ngoài
Thần kinh bì cẳng tay ngoài (tiếng Anh: lateral antebrachial cutaneous nerve, lateral cutaneous nerve of forearm) là nhánh của thần kinh cơ bì. Thần kinh đi sau tĩnh mạch đầu, đến vị trí đối diện với khớp khuỷu tay thì phân chia và hòa vào nhánh mu tay của thần kinh trụ và nhánh gan tay.

## Nhánh mu tay
Nhánh mu tay (ramus volaris; nhánh trước) đi dọc theo bờ ngoài từ cẳng tay đến cổ tay, chi phối bì cho nửa ngoài mu tay.
Ở khớp cổ tay, thần kinh đi trước của động mạch quay và một số sợi nhỏ xuyên qua mạc sâu, đi cùng với động mạch này đến mặt mu của xương cổ tay.
Thần kinh sau đó đi xuống vùng da dưới móng của ngón tay cái và tận cùng tại đây.
Thần kinh hòa với nhánh nông của thần kinh quay và với nhánh mu bàn tay của thần kinh giữa.

## Nhánh gan tay
Nhánh gan tay (ramus dorsalis; nhánh sau) đi xuống, theo mặt mu bờ ngoài từ cẳng tay đến cổ tay.
Thần kinh chi phối cảm giác 2/3 dưới của mặt mu ngoài cẳng tay, hòa với nhánh nông và nhánh mu tay của dây thần kinh quay.

## Hình ảnh bổ sung

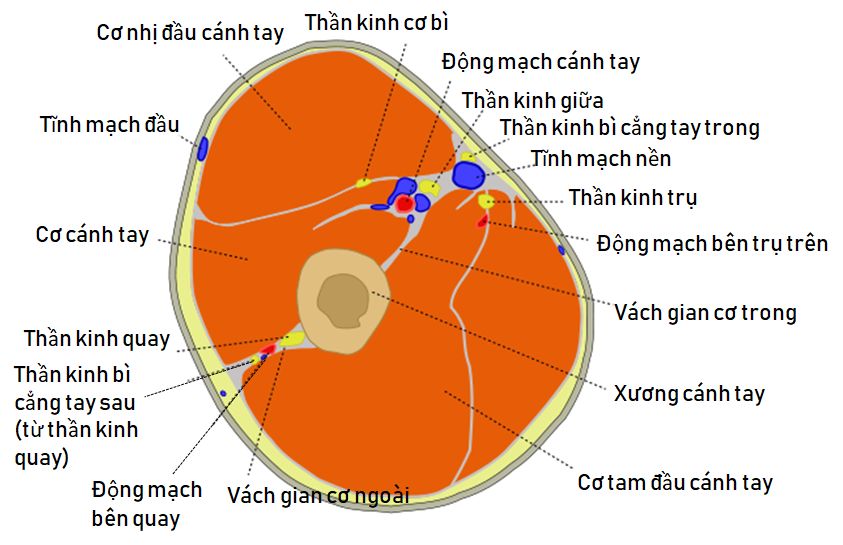
Mặt cắt ngang qua giữa cánh tay.
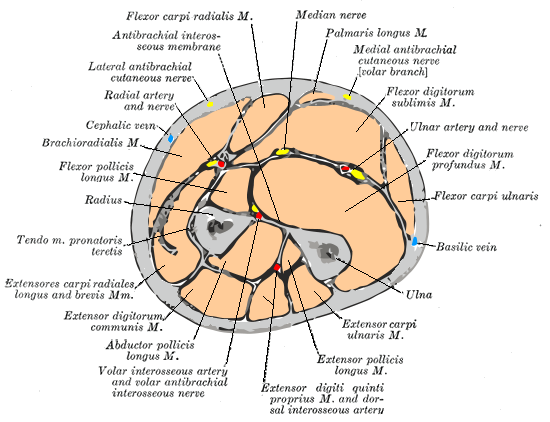
Mặt cắt ngang qua giữa cẳng tay.
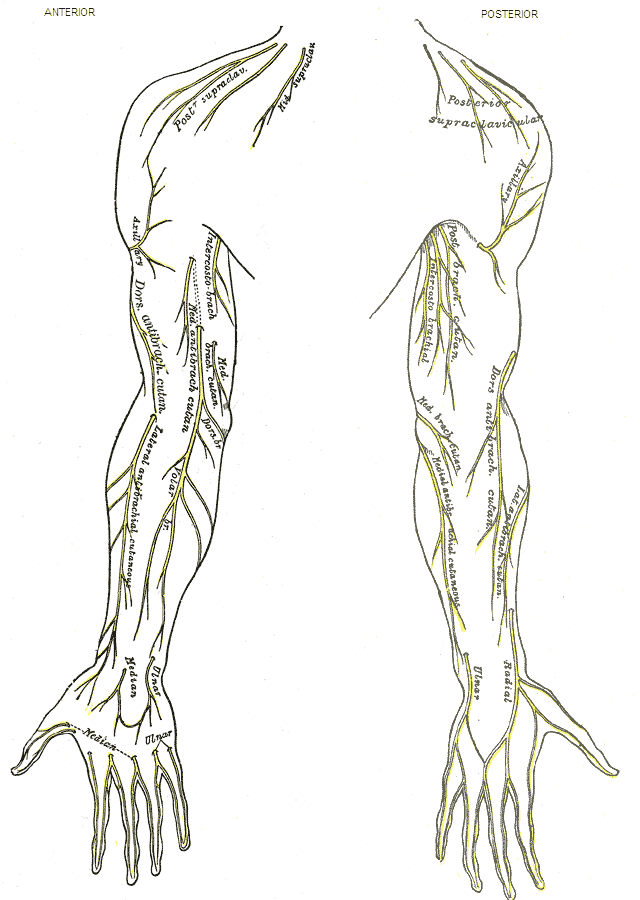
Thần kinh bì của chi trên phải. Nhìn trước.